# Lämmle Seligmann

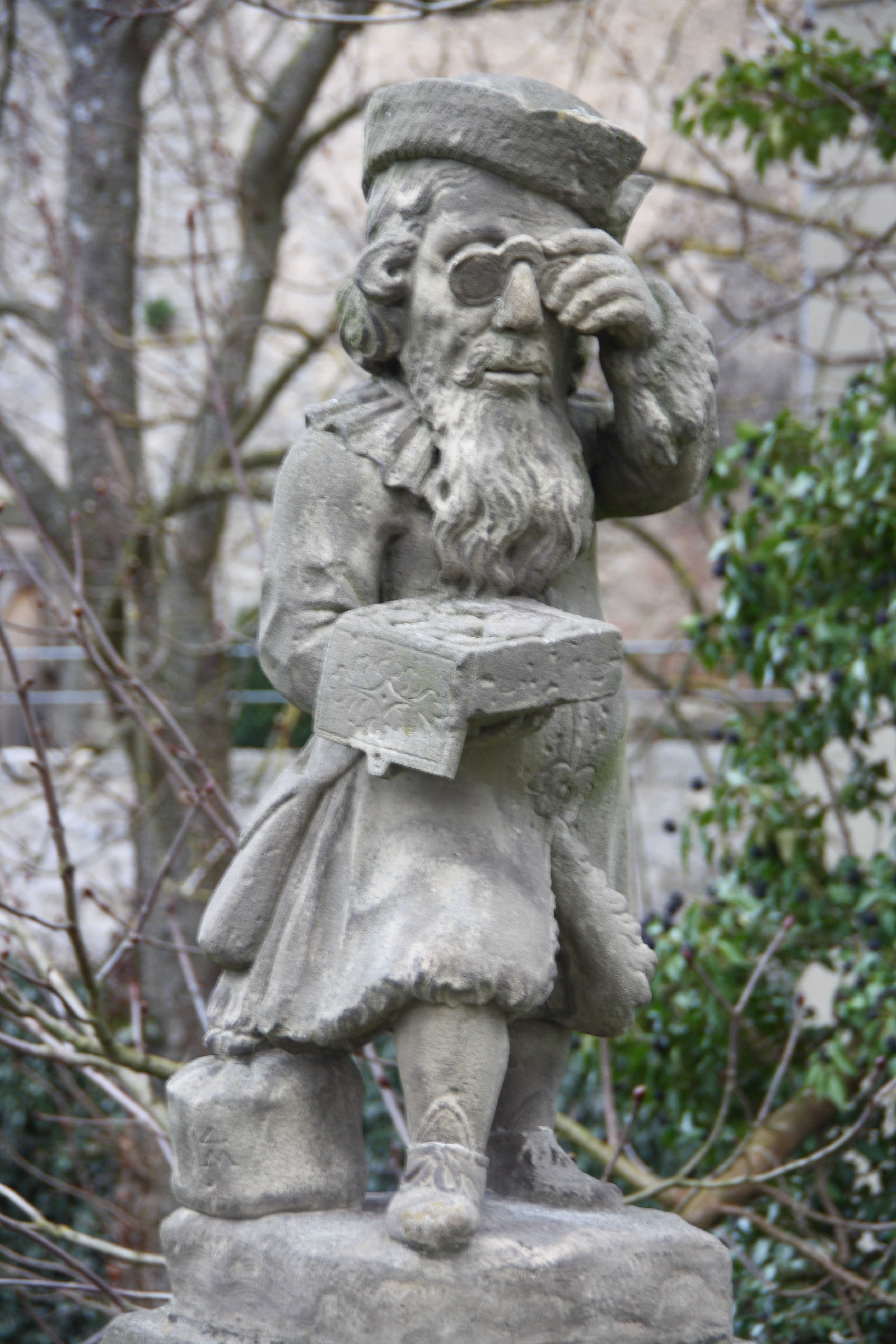
Lämmle Seligmann in der Zwergengalerie Schloss Weikersheim (Vermutung)

Lämmle Seligmann (geb. im 17. Jahrhundert; gest. 17. Juli 1742) war Hofbankier am Hof von Graf Carl Ludwig in Weikersheim.
Von der Existenz von Lämmle Seligmann wird in Büchern und Zeitungen regelmäßig berichtet, weil eine Figur der Zwergengalerie im Park von Schloss Weikersheim vermutlich Lämmle Seligmann darstellt.

## Grab
Lämmle Seligmann wurde auf dem jüdischen Friedhof Weikersheim bestattet. Das Grab mit der Nr. 220 trägt auf dem Grabstein die Inschrift: „Hier ist geborgen und begraben Lämmle ben Ascher (Seligmann)“ sowie die hebräische Jahreszahl, aus der sich als Datum Donnerstag, 17. Juli 1742 ergibt.